# Humongous Entertainment
Humongous Entertainment — американская компания компьютерных игр, основанная в 1992 году в Ботелле, штат Вашингтон, славится созданием образовательных и развлекательных игр. Их франшизы, такие как Putt-Putt, Freddi Fish, Pajama Sam и Spy Fox, обрели широкую популярность, продав более 15 миллионов копий и получив более 400 наград.
Humongous Entertainment была приобретена компанией GT Interactive в июле 1996 года. К октябрю 2000 года продажи игр Humongous превысили 16 миллионов копий. GT продала бизнес Humongous своей материнской компании Infogrames (позже переименованной в Atari SA) в августе 2005 года и уволила сотрудников студии. Infogrames владела активами новой дочерней компании Humongous до её банкротства в 2013 году, когда активы были проданы компании Tommo. Tommo переиздала некоторые из своих игр на цифровых платформах под названием Humongous.

## История

### Формирование (1992—1996)
Humongous Entertainment была основана Шелли Дэй и Роном Гилбертом в марте 1992 года базировалась тогда в Вудинвилле, штат Вашингтон. Название Humongous Entertainment предложил бывший коллега Гилберта LucasArts, Тим Шафер. Она стала известна созданием четырех серий приключенческих игр в жанре point-and-click, предназначенных для маленьких детей, под общим названием «Junior Adventures», причем четырьмя сериями являются серии Putt-Putt, Freddi Fish, Pajama Sam и Spy Fox. Несмотря на то, что все четыре серии разрабатываются и выпускаются параллельно, персонажи из одной серии не пересекаются с персонажами из другой (за исключением Putt-Putt и Fatty Bear’s Activity Pack, где Putt-Putt и Fatty Bear объединили свои забавные пакеты), а вместо этого появляются в качестве камео или пасхалки в любой из трёх других серий. Компания стала третьей по величине компанией по производству детского образовательного программного обеспечения.
В 1995 году Гилберт и Дэй основали в Сиэтле подразделение компании Cavedog Entertainment, занимающееся разработкой игр альтернативных жанров, а в 1997 году выпустили Total Annihilation, стратегию в реальном времени. За этим последовали два пакета расширения в 1998 году, а также вариант под названием Total Annihilation: Kingdoms плюс пакет расширения в 1999 году.

### Приобретения, упадок, роспуск (1996—2006 гг.)
11 июля 1996 года Humongous Entertainment была куплена GT Interactive за 76 миллионов долларов США. В ноябре 1997 года Humongous Entertainment подписала пятилетний международный контракт с Nickelodeon на разработку игр по мотивам сериала Ника-младшего Blue’s Clues. Это был первый и единственный раз, когда Humongous разработала игры на основе лицензированного персонажа, а не своего оригинального. В том же году Humongous выпустили свою первую игру Backyard Sports — Backyard Baseball. Backyard Sports стал самым продолжительным серией игр компании.
В ноябре 1999 года GT Interactive была приобретена Infogrames.
В 2000 году Humongous Entertainment выпустила игру One-Stop Fun Shop для каждой серии Junior Adventure, за исключением Spy Fox. Соучредители пытались выкупить Humongous Entertainment у Infogrames, используя внешнее финансирование, но день запланированной покупки оказался днем краха доткомов, в результате чего финансирование было прекращено. Вскоре основатели покинули Humongous вместе со многими другими ключевыми сотрудниками и в 2001 году основали новую студию Hulabee Entertainment.
В июне 2001 года Infogrames уволила 82 человека, более 40 % сотрудников Humongous Entertainment.
В мае 2003 года, после того как Infogrames приобрела Hasbro Interactive, владевшую правами на бренд Atari, компания была переименована в Atari.
22 августа 2005 года, столкнувшись с финансовыми проблемами, Atari продала бизнес Humongous Entertainment компании Infogrames за акции на сумму 10,3 миллионов долларов США. В рамках сделки активы были переданы новой дочерней компании Infogrames (Humongous), а сотрудники Humongous Entertainment были уволены. Infogrames рассчитывала и дальше продавать Humongous. В тот же день Atari подписала соглашение с Humongous об исключительном распространении игр компании в Северной Америке до марта 2006 года.

### Обработка активов после закрытия (2006 — настоящее время)
В октябре 2005 года Infogrames объявила о намерении перезапустить бренд Humongous в новом поколении, начиная с новых записей во франшизе Backyard Sports и заканчивая бизнес-стратегией по возрождению серии Junior Adventure. Соглашение Atari о распространении Humongous игр вскоре было продлено до марта 2007 года.
В апреле 2008 года Infogrames приобрела и объединилась с Atari, Inc. После этого слияния название компании Infogrames Entertainment было изменено на Atari SA, которая продолжила публиковать еще множество игр Backyard Sports.
В марте 2008 года Majesco Entertainment объявила, что опубликует порты трёх игр Humongous для Wii. Mistic Software разработала порты первых частей каждой серии Junior Adventure, за исключением Putt-Putt, используя преимущества функции point-and-click в Wii Remote. Однако их доступность была сильно ограничена правовым конфликтом, касающимся их разработки.
В начале ноября 2011 года в сотрудничестве с Nimbus Games Atari начала выпускать порты нескольких игр Humongous Entertainment Junior Adventure для Android и iOS. Эти выпуски продолжались и в 2012 году.
В 2013 году Atari SA объявила о банкротстве Atari, Atari Interactive и Humongous. В рамках разбирательства 19 июля 2013 года бренд Humongous и большая часть игровых активов были проданы Tommo. Серия Backyard Sports была приобретена The Evergreen Group, и Moonbase Commander компанией Rebellion Developments.
Начиная с 2014 года перезапущенный бренд Humongous под брендом Tommo начал перевыпуск оригинальных игр Junior Adventure и Junior Arcade для Windows и Mac; порты для большинства этих игр также были выпущены для мобильных устройств.
В начале 2022 года Humongous выпустила порты нескольких игр Junior Adventure для Nintendo Switch, а позже в том же году — порты этих игр для PlayStation 4. Цифровой сборник этих выпусков под названием «Humongous Classic Collection» был выпущен в декабре 2022 года для обеих систем, а эксклюзивный физический сборник для Nintendo Switch был выпущен в 2023 году.

## Игры
| - Putt-Putt Joins the Parade (1992) - Putt-Putt Goes to the Moon (1993) - Putt-Putt's Fun Pack (1993) - Putt-Putt and Fatty Bear's Activity Pack (1994) - Putt-Putt Saves the Zoo (1995) - Putt-Putt and Pep's Balloon-o-Rama (1996) - Putt-Putt and Pep's Dog on a Stick (1996) - Putt-Putt Travels Through Time (1997) - Putt-Putt Enters the Race (1999) - Putt-Putt's One-Stop Fun Shop (2000) - Putt-Putt Joins the Circus (2000) - Putt-Putt: Pep's Birthday Surprise (2003) - Freddi Fish and the Case of the Missing Kelp Seeds (1994) - Freddi Fish 2: The Case of the Haunted Schoolhouse (1996) - Freddi Fish and Luther's Maze Madness (1997) - Freddi Fish and Luther's Water Worries (1997) - Freddi Fish 3: The Case of the Stolen Conch Shell (1998) - Freddi Fish 4: The Case of the Hogfish Rustlers of Briny Gulch (1999) - Freddi Fish's One-Stop Fun Shop (2000) - Freddi Fish 5: The Case of the Creature of Coral Cove (2001) - Pajama Sam: No Need to Hide When It's Dark Outside (1996) - Pajama Sam’s Sock Works (1997) - Pajama Sam 2: Thunder and Lightning Aren't so Frightening (1998) - Pajama Sam’s Lost & Found (1998) - Pajama Sam 3: You Are What You Eat from Your Head to Your Feet (2000) - Pajama Sam's One-Stop Fun Shop (2000) - Pajama Sam: Games to Play On Any Day (2001) - Pajama Sam: Life Is Rough When You Lose Your Stuff! (2003) - Spy Fox in "Dry Cereal" (1997) - Spy Fox in «Cheese Chase» (1998) - Spy Fox 2: "Some Assembly Required" (1999) - Spy Fox in «Hold the Mustard» (1999) - Spy Fox 3: "Operation Ozone" (2001) - Fatty Bear's Birthday Surprise (1993) - Fatty Bear’s Fun Pack (1993) - Putt-Putt and Fatty Bear's Activity Pack (1994) - Blue's Birthday Adventure (1998) - Blue's ABC Time Activities (1998) - Blue's 123 Time Activities (1999) - Blue's Treasure Hunt (1999) - Blue's Reading Time Activities (2000) - Blue's Clues: Blue's Art Time Activities (2000) - Big Thinkers Kindergarten (1997) - Big Thinkers 1st Grade (1997) - Let’s Explore the Farm (1994) - Let’s Explore the Airport (1995) - Let’s Explore the Jungle (1995) - Backyard Baseball (1997) - Backyard Soccer (1998) - Backyard Football (1999) - Backyard Basketball (2001) - Backyard Hockey (2002) - Backyard Skateboarding (2004) - MoonBase Commander (2002) |